# Ignacio Zuloaga
Ignacio Zuloaga y Zabaleta (Eibar, 26 luglio 1870 – Madrid, 31 ottobre 1945) è stato un pittore spagnolo di origine basca.

## Biografia

### La formazione
Nasce il 26 luglio 1870 a Eibar, in Spagna (Paesi Baschi, provincia di Gipuzkoa), in una famiglia di artisti-artigiani di antica tradizione. Nell'atelier del padre, Don Placido, inizia il suo apprendistato, rafforzato poi dallo studio degli antichi maestri (Velázquez, Zurbarán, Ribera, Goya, El Greco) ammirati al Museo del Prado di Madrid.
Nel 1889 compie un primo viaggio in Italia, visitando Roma (ha lo studio in Via Margutta), Venezia e Firenze.
L'anno seguente si reca a Parigi, dove si stabilisce nel quartiere di Montmartre: qui condividerà una vita dal sapore bohémienne con artisti della cerchia impressionista e postimpressionista (Edgar Degas, Paul Gauguin, Henri de Toulouse-Lautrec, Vincent van Gogh, Émile Bernard), con simbolisti come Eugène Carrière, ma anche con la comunità di artisti catalani residenti a Parigi e in particolare con Santiago Rusiñol.

### Tra Andalusia e Castiglia
È del 1892 la scoperta del sud della Spagna, con un viaggio in Andalusia che lo porta, l'anno seguente, a installare il suo studio a Siviglia. Qui scoprirà il folklore andaluso e la corrida, cui si appassionerà divenendo egli stesso torero.
È solo alcuni anni più tardi, nel 1898, che in compagnia dello zio Daniel visita la città castigliana di Segovia, destinata a divenire una delle principali fonti di ispirazione dell'artista nonché luogo di lavoro. È durante questo soggiorno che Zuloaga dipinge Mi tío y mis primas, con cui ottiene un grande successo a Parigi nel 1899, anno del matrimonio con la francese Valentine Dethomas, sorella dell'amico pittore Maxime Dethomas. Nel 1900 installa uno studio a Segovia. In questi anni si moltiplicano le esposizioni internazionali (Barcellona, Parigi, Bruxelles, Dresda) e le sue opere entrano a far parte di collezioni pubbliche come il Musée du Luxembourg di Parigi.

### Le Biennali di Venezia e i dipinti più celebri
Anche la Biennale di Venezia accoglie i dipinti dell'artista basco, cui nel 1903 viene dedicata una personale che anima il dibattito artistico. Ancora al 1903 risale l'inizio dell'amicizia con lo scultore Auguste Rodin; con lui espone a Düsseldorf nel 1904 e in sua compagnia compie un viaggio a Toledo l'anno seguente.
Alla Biennale di Venezia del 1905 è presente con due dipinti. Nel 1906, a Parigi, si sistema nella casa di rue Caulaincourt, nel cuore di Montmartre, sua residenza per molti anni. Si reca nuovamente in Italia, a Milano, dove fa la conoscenza di Arturo Toscanini.
In quest'epoca dipinge alcuni dei suoi lavori più celebri, come Las brujas de San Millan e El enano Gregorio el botero (1907), Los flagelantes (1908), Las mujeres de Sepúlveda (1909) e La víctima de la Fiesta (1910), opere-simbolo di quella Spagna arcaica e profonda che attrae anche la cerchia di intellettuali e letterati conosciuti come Generazione del 98.

### Tra gli Stati Uniti e Roma
La fama di Zuloaga, insieme a quella di un altro spagnolo, Joaquín Sorolla, arriva anche negli Stati Uniti, dove nel 1909, per volere del fondatore della Hispanic Society di New York, Archer Huntington, si tiene una grande personale itinerante (New York, Buffalo e Boston) dallo straordinario successo.

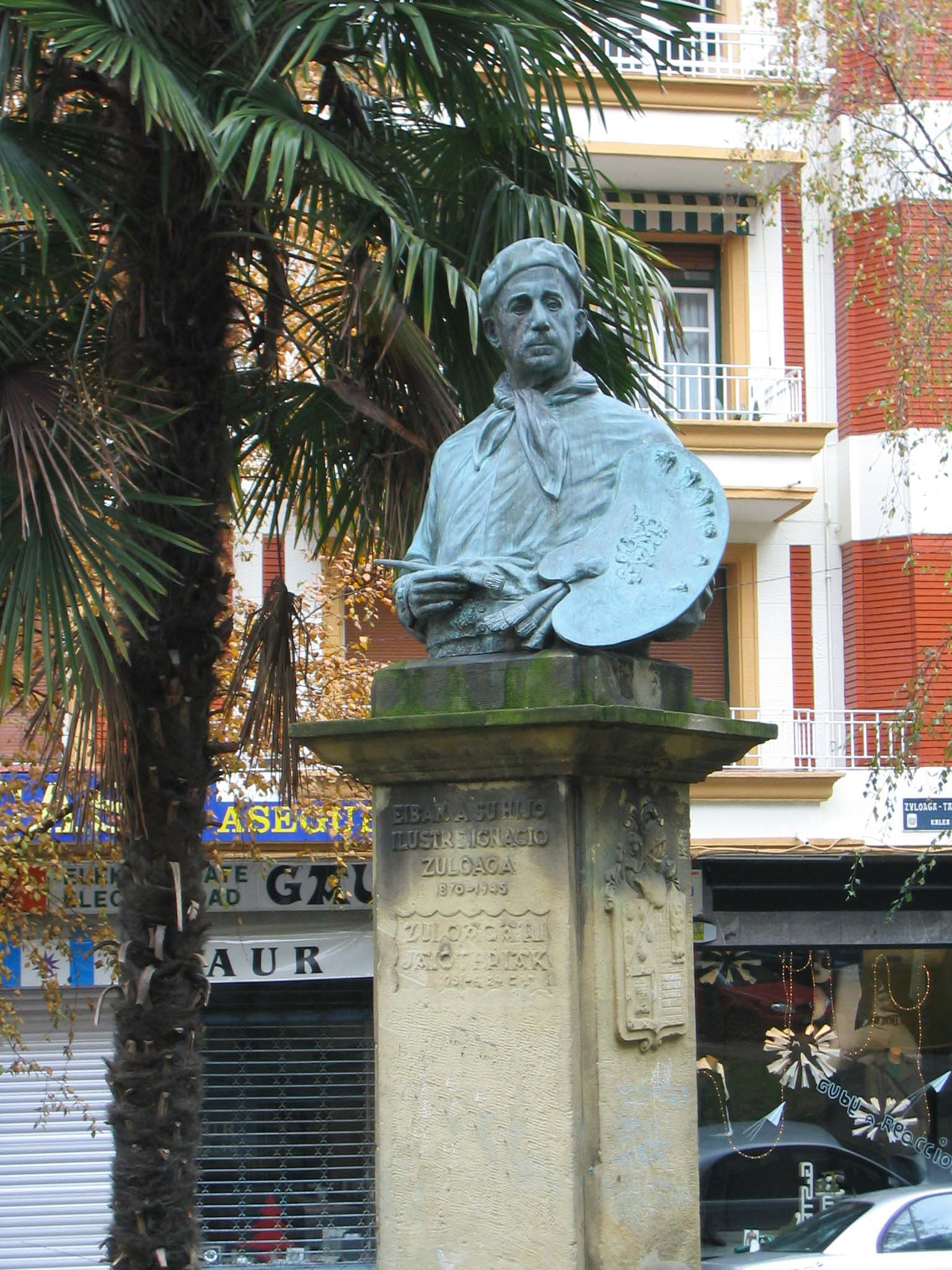
Ignacio Zuloaga

Anche in Italia il nome di Zuloaga è molto noto tanto che, dopo aver esposto quattro dipinti alla Biennale di Venezia del 1910, viene nuovamente celebrato con una grande personale alla Mostra Internazionale del Cinquantenario di Roma, nel 1911, dove vince il Gran Premio e suscita l'entusiasmo del re Vittorio Emanuele III. A quell'epoca forse è databile il disegno a carboncino raffigurante Dante Alighieri e conservato presso la casa-museo dell'amico pittore Santiago Rusiñol a Sitges.
A Segovia dipinge El Cristo de la Sangre.

### La passione per Goya
Appassionato di Goya sin dalla prima giovinezza, nel 1913 visita la sua città natale, Fuendetodos, non lontano da Saragozza; più tardi, nel 1915, Zuloaga acquisterà l'edificio in cui nacque l'artista, ottenendo di trasformarlo in casa-museo. In questi anni costruisce anche una casa a Zumaia, nei Paesi Baschi, che col tempo andrà riempiendosi di suoi dipinti, di oggetti e opere d'arte d'ogni genere ed epoca, frutto di una straordinaria e vorace passione antiquaria. Tra il 1916 e il 1917 una mostra itinerante di suoi dipinti, sotto gli auspici di Rita de Acosta Lydig, tocca varie città degli Stati Uniti: Boston, New York, Buffalo, Pittsburgh, Cleveland, Chicago, Saint Louis, Minneapolis, Detroit, Toledo (Ohio).
Nei primi anni venti, Zuloaga torna nuovamente nel sud della Spagna, in particolare a Granada, dove fa visita al grande amico e compositore spagnolo Manuel de Falla, del cui celebre El Retablo de Maese Pedro realizzerà più tardi scenografia e decorazioni. Nel 1925 espone ancora negli Stati Uniti, a New York, Boston, Palm Beach, per chiudere il tour a L'Avana.

### Gli ultimi anni
Nello stesso anno acquista il castello di Pedraza, non lontano da Segovia. Nel 1931 torna nuovamente in Italia.
Allo scoppiare della guerra civile spagnola l'artista si trova a Zumaia dove inizia a dedicarsi anche alla scultura. Sui giornali si diffonde la notizia, poi risultata falsa, che Zuloaga è stato ucciso durante i furibondi scontri che dilaniano il paese. La notizia è diffusa dalla dittatura franchista, che Zuloaga appoggia e di cui è l'artista di punta.
Le sue ultime partecipazioni a mostre italiane sono legate ancora una volta alla Biennale di Venezia: nel 1938, quando riceve il Premio Mussolini, e nel 1942.
Il 31 ottobre del 1945, a settantacinque anni, Ignacio Zuloaga muore nel suo studio di Madrid e viene seppellito nel cimitero di San Sebastián, nei Paesi Baschi.